# Liparetrus kungarus
Liparetrus kungarus är en skalbaggsart som beskrevs av Britton 1980. Liparetrus kungarus ingår i släktet Liparetrus och familjen Melolonthidae. Inga underarter finns listade i Catalogue of Life.